# Brian Andrews
Brian Andrews, detto Angel (Houston, 17 febbraio 1966), è un cantante statunitense.

## Biografia
Brian "Angel" Andrews è un cantante statunitense R&B del gruppo dei Day26 selezionato da Diddy a Making the Band 4.
Nato e cresciuto a Houston, in Texas, Brian ha espresso il suo talento naturale per la musica già da quando era ragazzino, lavorando costantemente per migliorare le sue abilità vocali, scrivendo canzoni e imparando a ballare. Brian fa parte dal 2007 della band dei Day26, e ha un contratto con la Bad Boy Records di Diddy.
Il gruppo dei Day26 è composto, oltre che da Brian, da Robert Curry, Willie Taylor, Michael McCluney e Qwanell Mosley.
Il gruppo ha inoltre pubblicato due album, nel 2008 e nel 2009, entrambi primi in classifica negli Stati Uniti.

## Discografia

### Album
- 2008 - "Day26"
- 2009 - "Forever in a Day"

### Singoli
- 2008 - "Get Me Going"
- 2008 - "Since You've Been Gone"
- 2009 - "Imma Put It on Her"
- 2009 - "Stadium Music"
- 2009 - "Your Heels"